# Lorysa górska
Lorysa górska (Trichoglossus haematodus) – gatunek średniej wielkości ptaka z rodziny papug wschodnich (Psittaculidae), zamieszkujący Nową Gwineę oraz wiele wysp wschodniej Indonezji i Oceanii. Została introdukowana w Singapurze oraz w Hongkongu.

## Taksonomia
Po raz pierwszy gatunek opisał Karol Linneusz w 1771 na podstawie holotypu z wyspy Ambon. Klasyfikacja podgatunków lorysy górskiej i ich liczba jest niejasna. Międzynarodowy Komitet Ornitologiczny (IOC) wymienia tylko 6 podgatunków – T. h. haematodus (włączono do niego T. h. intermedius), T. h. nigrogularis (włączono do niego T. h. caeruleiceps), T. h. massena (włączono do niego T. h. micropteryx), T. h. nesophilus, T. h. flavicans i T. h. deplanchii. Autorzy Kompletnej listy ptaków świata przyjęli podobną klasyfikację. Autorzy Handbook of the Birds of the World Alive wyróżniają 9 podgatunków: 6 tożsamych z podgatunkami uznawanymi przez IOC, dwa włączane do T. h. haematodus i T. h. nigrogularis oraz T. h. brooki, niewyróżniany ani przez IOC, ani przez autorów Kompletnej listy ptaków świata. Niektórzy autorzy za podgatunek lorysy górskiej uznawali również lorysę większą (T. forsteni), lorysę zieloną (T. weberi), lorysę obrożną (T. rubritorquis), lorysę timorską (T. capistratus), lorysę czarnobrzuchą (T. rosenbergii) i lorysę niebieskobrzuchą (T. moluccanus).

## Podgatunki i zasięg występowania
Klasyfikacja podgatunków jest sporna. Poniższa lista uwzględnia podgatunki wyróżnione przez IOC oraz nieuznane jako oddzielne gatunki przez autorów Kompletnej listy ptaków świata:
- T. h. haematodus (Linnaeus, 1771) – południowe Moluki, wyspy u zachodnich wybrzeży Nowej Gwinei, oraz zachodnia i północno-środkowa Nowa Gwinea;
- T. h. nigrogularis G. R. Gray, 1858 – Wyspy Kai, Wyspy Aru oraz południowa Nowa Gwinea;
- T. h. massena Bonaparte, 1854 – wschodnia Nowa Gwinea, wyspa Karkar, Archipelag Bismarcka, Wyspy Salomona oraz Vanuatu;
- T. h. nesophilus Neumann, 1929 – Wyspy Ninigo i Wyspy Hermickie;
- T. h. flavicans Cabanis & Reichenow, 1876 – Nowy Hanower i Wyspy Admiralicji
- T. h. deplanchii J. Verreaux & Des Murs, 1860 – Nowa Kaledonia wraz z Wyspami Lojalności.

Została introdukowana w Singapurze oraz w Hongkongu.

## Morfologia
Wygląd zewnętrznyOpis dotyczy podgatunku nominatywnego. Głowa brązowa lub czarna, z przodu głowy występują niebieskie lub lawendowe paski. Widoczna żółta lub zielona obroża. Wierzch ciała i sterówki zielone. Pierś czerwona, przepasana niebieskoczarno. Brzuch ciemnozielony. Nogawice i pokrywy podogonowe żółtozielone. Dziób pomarańczowoczerwony, tęczówka ciemnopomarańczowa.
RozmiaryDługość ciała 25–30 cm, masa ciała 121–137 g.

## Ekologia i zachowanie
Zamieszkują głównie obszary nizinne, odnotowywane były jednak do 2400 m n.p.m. Zasiedlają różnorodne środowiska, w tym lasy (włączając w to dziewicze lasy deszczowe), okolice siedlisk ludzkich, sawannę, zadrzewienia eukaliptusów, namorzyny, plantacje palm kokosowych. Prowadzą nomadyczny tryb życia ze względu na swoją zależność od kwitnących drzew. Przebywają w stadach z innymi papugami. Odpoczywają w stadach liczących setki osobników; na wyspach wolnych od drapieżników także i na ziemi. Głównym pokarmem lorys górskich są pyłek kwiatowy i nektar roślin, w tym eukaliptusów. Zjadają również owoce, nasiona i owady.

### Lęgi

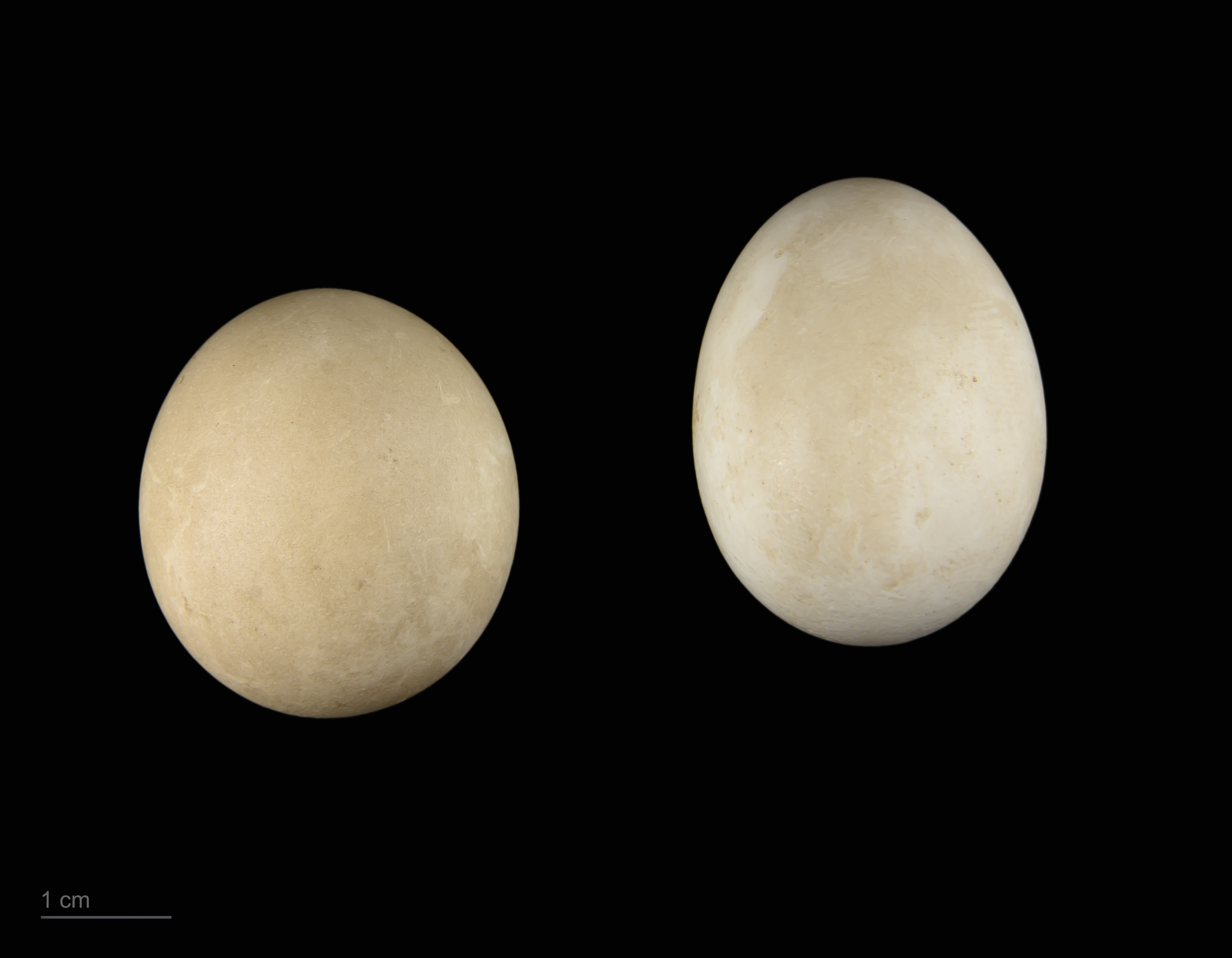
Jaja lorysy górskiej (Trichoglossus haematodus)

Lęgi odnotowano przez większość roku. Lorysy górskie są monogamiczne. Gniazda zakładane są w dziuplach wyściełanych wiórami drzewnymi. Samica składa od 2 do 3 jaj o wymiarach około 27 na 22,5 mm, które są wysiadywane (wyłącznie przez samicę) przez około 23–25 dni (dane z niewoli). Młode po wykluciu karmione są przez obydwoje rodziców. Gniazdo opuszczają po około 60 dniach, lecz jeszcze przez okres trzech tygodni są dokarmiane przez rodziców. Młode są podobne do rodziców, mają jednak krótsze pióra ogonowe, a ich dzioby nie są jeszcze mocno czerwone.
Długość życia w niewoli wynosi 15–25 lat.

## Status i zagrożenia
Międzynarodowa Unia Ochrony Przyrody (IUCN) uznaje lorysę górską za gatunek najmniejszej troski (LC – least concern). Trend liczebności populacji uznawany jest za spadkowy. Największe zagrożenie dla tego gatunku stanowi odławianie dzikich ptaków.